# اتحاد ويلز لكرة القدم
تأسس اتحاد ويلز لكرة القدم (بالويلزية: Cymdeithas Bêl-droed Cymru) و(بالإنكليزية: Football Association of Wales) في عام 1876م وانضم إلى الإتحاد الدولي لكرة القدم في 1910م وإنضم إلى الاتحاد الأوروبي لكرة القدم في 1954م.